# De simplici medicina
De simplici medicina (Über das einfache Arzneimittel) ist eine Kräuterbuch-Handschrift aus dem letzten Viertel des 14. Jahrhunderts. Sie wird heute in der Universitätsbibliothek Basel unter der Katalognummer Mskr. K. II. 11. Elsass aufbewahrt und auch als Elsässer Circa instans bezeichnet.

## Beschreibung und Inhalt
Das Manuskript umfasst 36 Blätter aus Schafpergament, die in der Bastarda des 14. Jahrhunderts beschrieben sind, einer zierlichen Kurrentschrift mit Schleifen der die Zeilen überragenden Kleinbuchstaben. Die Abbildungen sind Aquarelle, die mit Pflanzenleim (Gummi arabicum) gebunden wurden. Insgesamt enthält das Manuskript 412 Pflanzenabschnitte mit 394 Bildern. Der Einband (Kiebitzmarmor-Pappband) stammt aus dem 19. Jahrhundert. Der Erhaltungszustand ist gut, es gibt jedoch vereinzelt Wasserschäden und zahlreich Fliegenkot auf den Blättern. Das Format ist ca. 25 × 33,5 cm.
Rund die Hälfte der grob alphabetisch geordneten Kapitel entstammt dem Circa instans aus der Schule von Salerno. Die übrigen Kapitel enthalten nur selten pharmakognostische Eigenschaften der Heilpflanzen, wie zum Beispiel die Primärqualitäten (warm, kalt, trocken, feucht) und ihre Grade. Teilweise enthalten diese Kapitel neben der Abbildung nur den Pflanzennamen inklusive Synonymen.
Gegen Ende der Handschrift werden die Texte immer kürzer und brechen teils im Satz ab. Einträge für die Buchstaben Y und Z fehlen. Arnold Pfister nahm im Begleittext zum 1961 herausgegebenen Faksimile an, dass erst die Bilder angefertigt wurden und dann, je nach vorhandenem Platz, die Beschreibungen hinzugefügt wurden. Pfister führt als Beweis den Eintrag für Aloes lignum (Aloeholz) auf Blatt 1 verso an, der als einziger in Textura vorgenommen wurde. Da dieser sehr viel Platz einnahm, so folgert Pfister, wechselte der Schreiber zur Bastarda. Zahlreiche deutsche Namen und Synonyme wurden vom selben Schreiber nachgetragen. Der letzte Eintrag enthält nur eine vorgezeichnete Abbildung. Koloration und Text fehlen.
Aufgrund der wenig innovativen Texte liegt die Bedeutung der Handschrift heute in den enthaltenen Pflanzenminiaturen. Für sie wurden verschiedene, schattierte Grüntöne in großem Temperaturspektrum verwendet, die durch Farbtupfer (insbesondere Rot) effektvoll in Szene gesetzt sind. Für Pfister sind die Miniaturen für eine transalpinische Handschrift von herausragender Qualität. Er verweist hierzu auf die Abbildungen zum Holzapfel-Bäumchen (Bl. 20 vo, Sp. 2), zur Rose (Bl. 26 vo, Sp. 2) und vor allem zur Winde (Bl. 33 vo, Sp. 1), die für ihn auf Vorbilder aus Italien schließen lassen.
Zur genauen Herkunft der Handschrift war zum Zeitpunkt der Ausgabe von 1961 noch nichts bekannt.

## Ausgaben
- De simplici medicina. Kräuterbuch-Handschrift aus dem 14. Jahrhundert. 2 Bände. Nach dem im Besitz der Basler Universitätsbibliothek befindlichen Original als Faksimile mit Begleittext hrsg. von Arnold Pfister, (Sandoz A.G.) Basel 1960; 2. Auflage (‚De simplici medicina‘. Kräuterbuch-Handschrift aus dem letzten Viertel des 14. Jahrhunderts im Besitz der Basler Universitäts-Bibliothek) ebenda 1961.